# Мужская сборная Замбии по баскетболу 3×3
Мужская сборная Замбии по баскетболу 3×3 представляет Замбию на международных соревнованиях по баскетболу 3×3. Управляющим органом является Федерация баскетбола Замбии (англ. Zambia Basketball Federation).
По состоянию на 21 сентября 2024, мужская сборная Замбии по баскетболу 3×3 занимает 99-е место в мировом рейтинге ФИБА мужских сборных по баскетболу 3×3.

## Результаты выступлений
| Турнир           | Золото | Серебро | Бронза | Всего |
| ---------------- | ------ | ------- | ------ | ----- |
| Африканские игры | —      | —       | —      | —     |
| Итого            | —      | —       | —      | —     |

### Африканские игры
| Год        | Место          | Игры           | Победы         | Поражения      | Состав команды                                                          |
| ---------- | -------------- | -------------- | -------------- | -------------- | ----------------------------------------------------------------------- |
| 2019       | не участвовали | не участвовали | не участвовали | не участвовали | не участвовали                                                          |
| Аккра 2023 | 15             | 3              | 0              | 3              | Tatenda Vincent Mutepuka, Chipo Musongo, Jacob Mushinge, Precious Numbi |